# Weltweihnachtscircus Stuttgart

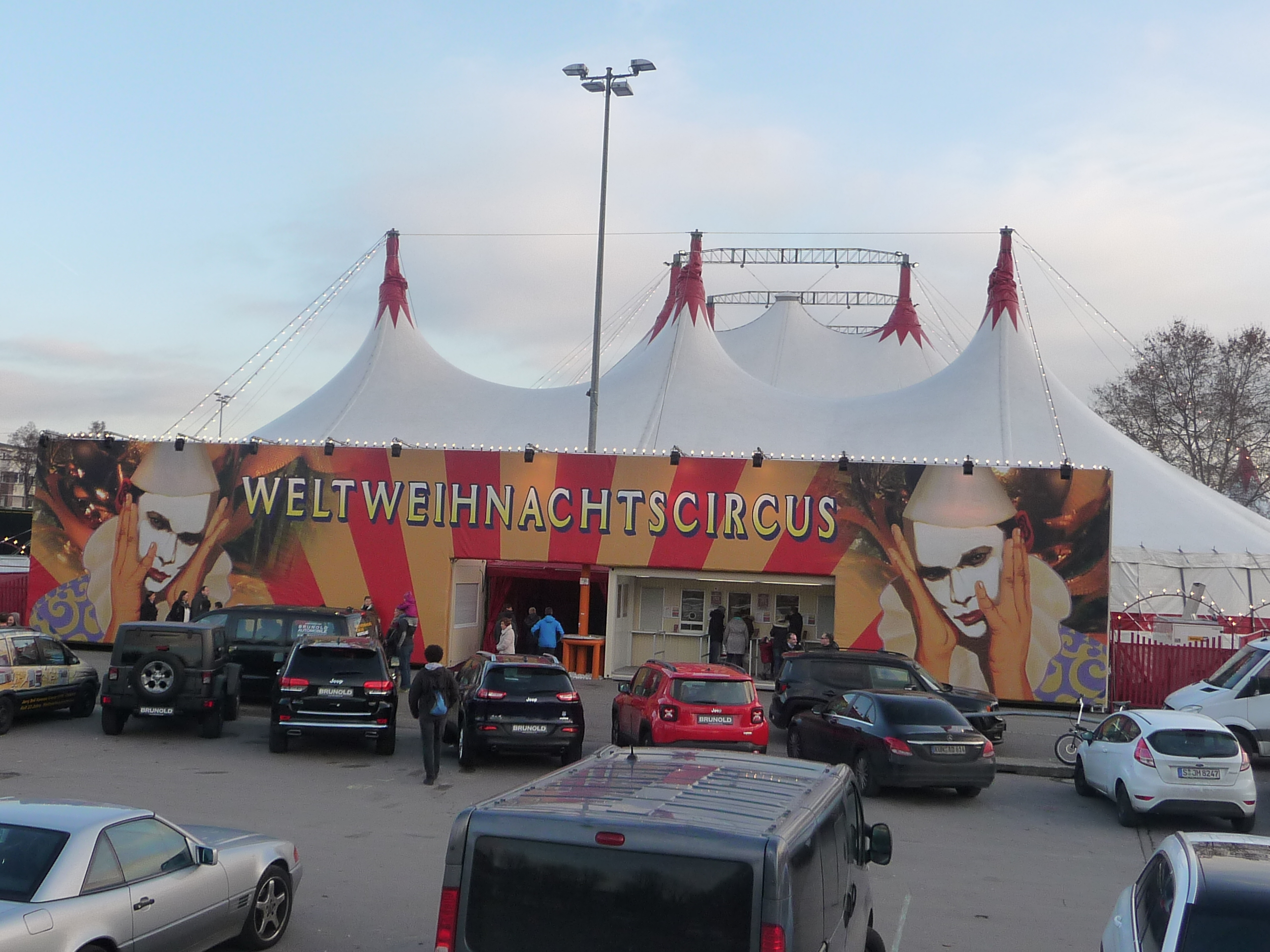

Der Weltweihnachtscircus Stuttgart ist die größte Zirkusveranstaltung in Deutschland. Er findet seit dem Winter 1993/94 jedes Jahr in der Weihnachtszeit auf dem Cannstatter Wasen statt. Über einen Zeitraum von ungefähr einem Monat werden in einem großen Zirkuszelt rund 60 Vorstellungen gegeben. Dabei wird ein Zirkusprogramm mit überwiegend preisgekrönten internationalen Artisten und Darbietungen gezeigt. Beispielsweise waren schon mehrfach Dressurnummern des Circus Knie oder die Clowns David Larible und Bello Nock zu sehen. Moderator war von 1995 bis zu seinem Tod 2014 Peter Goesmann. Seit 2017 moderiert Björn Gehrmann aus Oldenburg die Veranstaltung.
In der Spielzeit 2018/19 wurde ein circa einstündiger Programmblock vom russischen Zirkusproduzenten Gia Eradze übernommen. Charakteristisch für dessen Nummern sind Elemente aus Ballett, Theater und Musical. Zudem wurden bereits keine Vorführungen mit Wildtieren mehr gezeigt; ein entsprechendes Verbot gilt in Stuttgart seit dem 1. April 2019. 2022/23 galt die Teilnahme von TV-Star René Casselly als einer der Höhepunkte.
Wegen der Corona-Pandemie fiel die Veranstaltung 2020/21 und 2021/22 aus. 2022 wurde das Zelt auf rund 3000 Plätze (zuvor 2400) vergrößert. Bereits im Vorjahr war es aufgebaut gewesen, als eine Veränderung der Corona-Verordnung die kurzfristige Absage bedingte.
Veranstalter ist das niederländische Unternehmen Stardust Circus International BV.